# ایلییا بلیزنیوک
ایلییا بلیزنیوک (اوکراینی: Ілля Владиславович Близнюк؛ زادهٔ ۲۸ ژوئیهٔ ۱۹۷۳) بازیکن فوتبال اهل اوکراین است.
از باشگاه‌هایی که در آن بازی کرده‌است می‌توان به باشگاه فوتبال کریفباس کریفیی ریه، باشگاه فوتبال شینیک یاروسلاول، باشگاه فوتبال متالورگ زاپروژیا، باشگاه فوتبال دنیپرو، باشگاه فوتبال روستوف، و باشگاه فوتبال اسپارتاک ولادی‌قفقاز اشاره کرد.
وی همچنین در تیم‌های ملی فوتبال زیر ۲۱ سال اوکراین و اوکراین بازی کرده‌است.